# Seznam českých velvyslanců na Slovensku

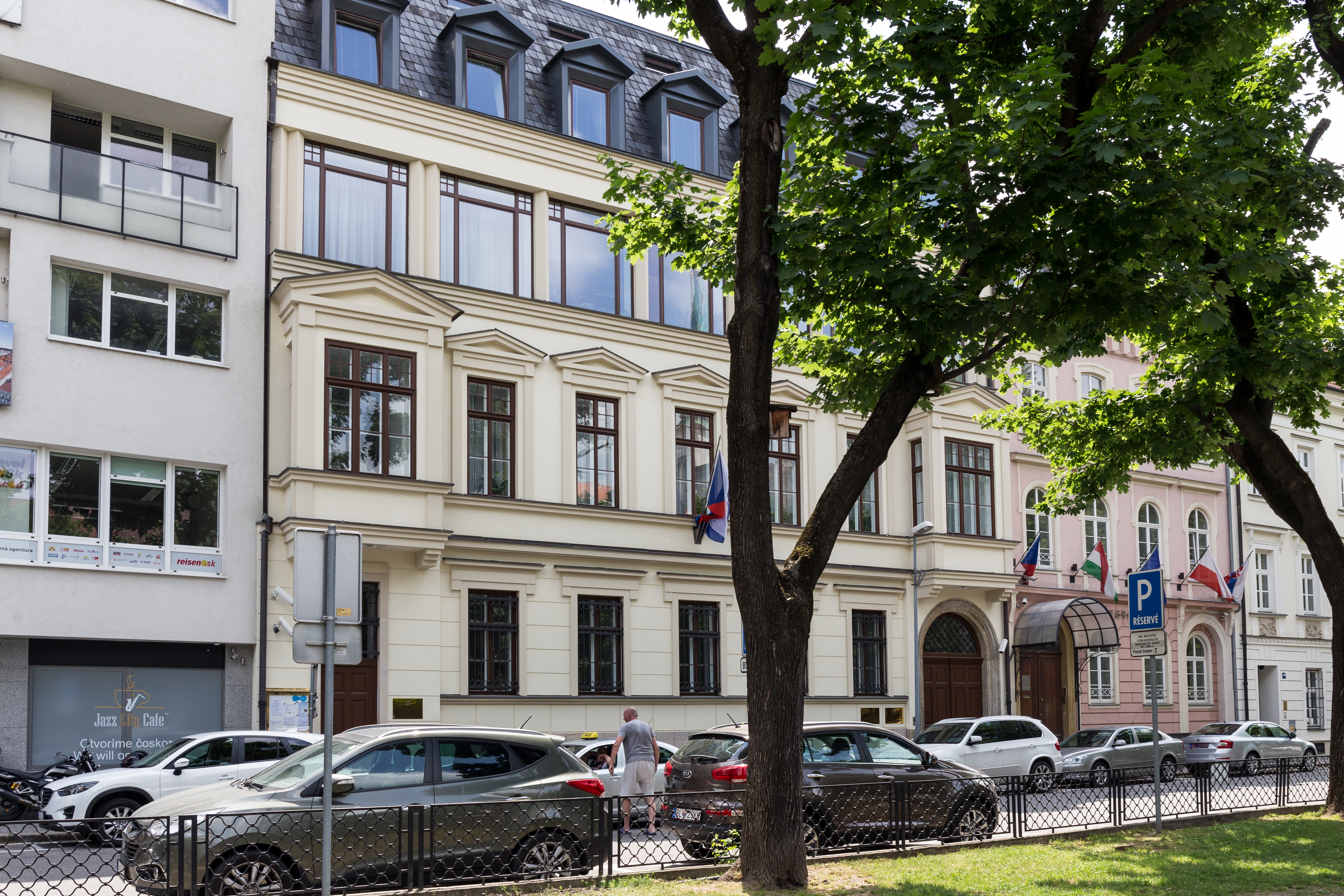
Budova ambasády České republiky na Hviezdoslavově náměstí v Bratislavě

Seznam českých velvyslanců na Slovensku obsahuje vedoucí diplomatické mise České republiky na Slovensku. 
- 1993–1996 Filip Šedivý
- 1997–2004 Rudolf Slánský
- 2004–2009 Vladimír Galuška
- 2009–2013 Jakub Karfík
- 2013–2018 Livia Klausová[1][2][3][4]
- 2018–2023 Tomáš Tuhý[5][6]
- od ledna 2023 Rudolf Jindrák[7][8]